# 乙女の滝 (札幌市)
乙女の滝（おとめのたき）は北海道札幌市手稲区手稲金山にある滝。落差は約8m、2段に分かれ岩肌を静かに流れ落ちる。
山深い場所にあるため、澄みきった大自然と穢れない岩清水を「乙女」に例えて名づけられたものと思われる。
JR北海道手稲駅で発売された、手稲区区制20周年記念入場券のデザインにもなった。

## アクセス
ジェイ・アール北海道バス「手稲鉱山」バス停より、遊歩道を徒歩約25分（約1.4km）。
遊歩道は手稲山登山道の「手稲山北尾根ルート」（別名「乙女の滝ルート」）にもなっている。